# أودلا
أودلا قرية فلسطينية تتبع محافظة نابلس شمال الضفة الغربية، بلغ عدد سكانها حسب الجهاز المركزي للإحصاء الفلسطيني حوالي 1,566 نسمة حسب التعداد العام للسكان الذي أجري عام 2017. وهي من القرى المحتلة عام النكسة.

## الموقع
تقع إلى الجنوب من مدينة نابلس، بحوالي 8 كم منها. يحيط بها من الشمال والشرق قرية عورتا، ومن الجنوب والشرق بلدة بيتا، أما من الغرب بلدة حوارة.

## التاريخ
تم العثور على قطع أثرية تعود إلى العصور الهلنستية، والرومانية، والبيزنطية، والصليبية، والايوبية والمملوكية في القرية.

### العهد العثماني
عُثر في القرية على قطع أثرية من العصر العثماني المبكر. في عام 1596 ظهر اسم القرية لأول مرة في سجلات الضرائب العثمانية، دفع آنذاك سكان القرية ضريبة ثابتة بنسبة 33.3% على المنتجات والمحاصيل الزراعية. في عام 1870، أشار فيكتور جويرين عالم الآثار الفرنسي إلى أن القرية محاطة بأشجار الزيتون والتين. وبعدها بسنوات عام 1882، أجرى صندوق استكشاف فلسطين الغربية مسحاً للبلدة ووصفها بأنها «قرية صغيرة على تلة منخفضة بجانبها سهل».

### عهد الانتداب البريطاني
أجرت سلطات الانتداب البريطاني تعدادا عاما للسكان عام 1922، وقد بلغ عدد السكان حوالي 64 نسمة، ثم تزايد العدد حتى وصل إلى 73 نسمة في تعداد عام 1931. أما في تعداد عام 1945، فبلغ عدد سكان أودلا مع قرية عورتا حوالي 1470 نسمة جميعهم مسلمون.

### الحكم الأردني
في أوائل خمسينيات القرن العشرين أتبعت أودلا للحكم الأردني بين حربي 1948 و1967، وكان عدد سكانها آنذاك حوالي 179 نسمة عام 1961، وكانت تتبع إدارياً إلى لواء نابلس.

### النكسة
سقطت أودلا في يد الاحتلال بعد حرب النكسة.

### السلطة الفلسطينية
بعد تأسيس السلطة الفلسطينية، قسمت أراضي القرية إلى قسمين: الأول شكل حوالي 89% وعرفت باسم المنطقة «ب»، بينما القسم الآخر والذي يشكل النسبة المتبقية عرف باسم المنطقة «ج».

## السكان
دخلت فلسطين وفود كبيرة عبر العصور من تجار وغيرهم وذلك لموقعها الهام كنقطة وصل بين القارات، ومركز للحضارات والأديان.
يبلغ عدد سكان أودلا حاليا حوالي 1,650 نسمة جميعهم من المسلمين وذلك حسب التعداد العام للسكان 2017 الذي أجراه الجهاز المركزي للإحصاء الفلسطيني.
| السنة      | (1922) | (1931) | (1961) | (تعداد 2007) | (تقدير 2012) | (2017) |
| ---------- | ------ | ------ | ------ | ------------ | ------------ | ------ |
| عدد السكان | 64     | 73     | 179    | 1,123        | 1,260        | 1,650  |

## الاقتصاد

### الزراعة
تعد الزراعة القطاع الاقتصادي الرئيسي في البلدة، تنتج البلدة محاصيل الزيتون، والتين، واللوز، والعدس، والقمح وبعض الخضراوات. لكن التوسع العمراني للبلدة والتوسع في البنية التحتية وفتح الشوارع قلص المساحات المزروعة من الأراضي الزراعية.